# Sebastian Weber (Schauspieler)

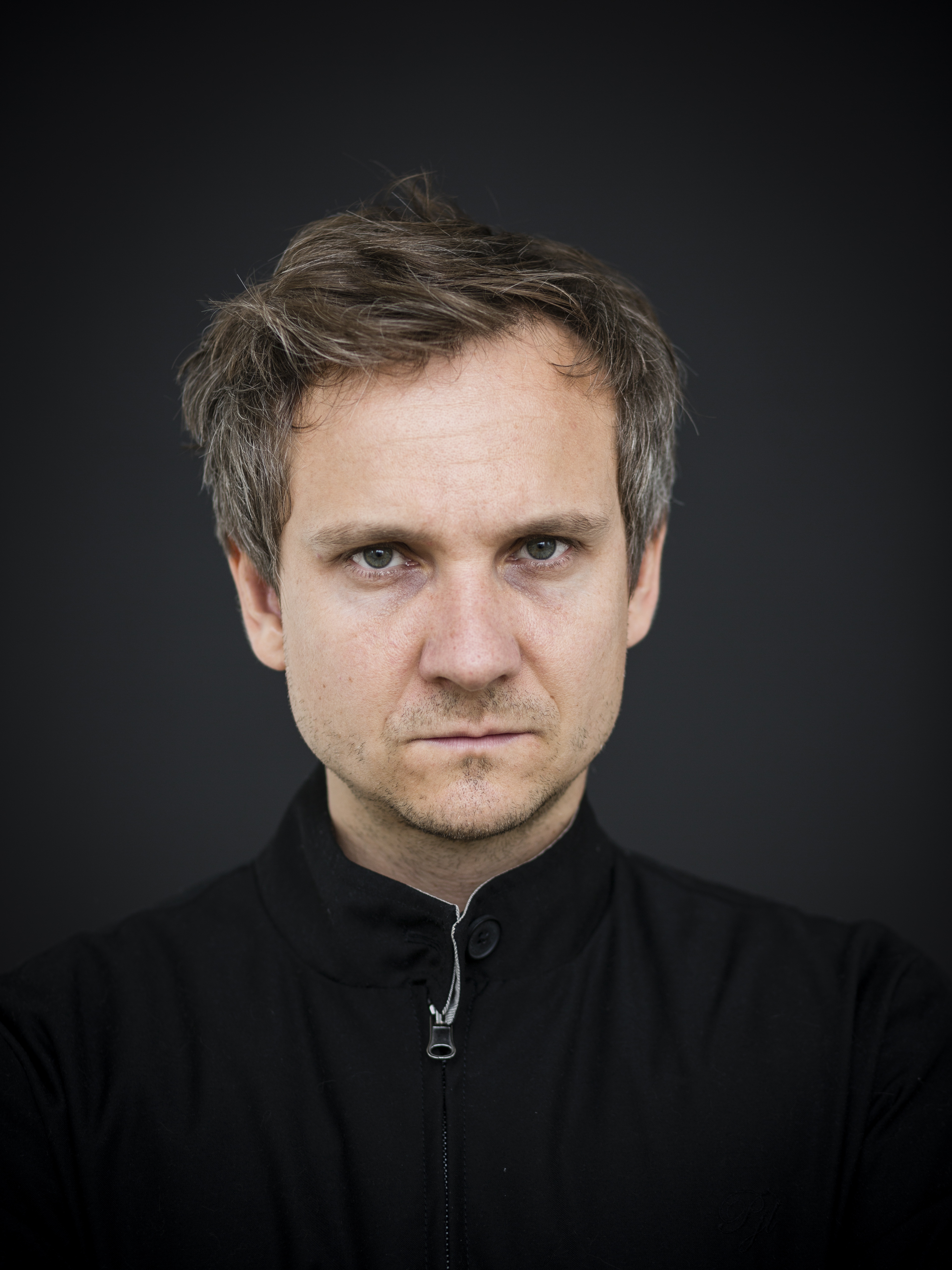
Sebastian Weber (2012)

Sebastian Weber (* 15. Juli 1976 in Leipzig) ist ein deutscher Schauspieler.

## Biografie
Sebastian Weber wurde als Sohn eines Fotografenehepaares in Leipzig geboren. Ab seinem neunten Lebensjahr war er Mitglied in Kinder- und Jugendtheatergruppen. Nach dem Abitur an der Leipziger Thomasschule ging er von 1996 bis 2000 an die Hochschule für Schauspielkunst „Ernst Busch“ Berlin, wo er im Jahrgang u. a. mit August Diehl und Sandra Hüller studierte.
Seine erste Theaterrolle war 2000 die des Franz Woyzeck im gleichnamigen Dramenfragment Georg Büchners an den Städtischen Bühnen Nürnberg (heute Staatstheater Nürnberg), gefolgt 2001 von der Figur des Grafen Fiesco in Friedrich Schillers Drama Die Verschwörung des Fiesco zu Genua am Nationaltheater Mannheim. Nach Produktionen an Theatern in Berlin, Dresden und Hamburg wurde Weber 2004 Mitglied der Münchner Kammerspiele, wo er bis 2009 in verschiedenen Aufführungen zu sehen war. 2009 wurde das Theater vom Verband der deutschen Kritiker mit dem Deutschen Kritikerpreis ausgezeichnet und zum Theater des Jahres gewählt.
Parallel zu seiner Theaterarbeit spielt Weber auch in Fernseh- und Kinoproduktionen. Einer seiner ersten Filme, Baader, lief 2001 im Wettbewerb der Berlinale. Auch das 2004 entstandene Filmdrama Mutterseelenallein, in dem er neben Katrin Sass und Vadim Glowna die Hauptrolle spielte, hatte seine Premiere auf der Berlinale. 2006 folgte der Ensemblefilm Shoppen, der mit dem Bayerischen Filmpreis ausgezeichnet wurde. Im Fernsehen war Weber in mehreren Tatorten und im Polizeiruf 110 sowie in den Serien Ein Fall für zwei und Mord mit Aussicht zu sehen.

## Filmografie (Auswahl)

### Kino
- 2001: Baader
- 2004: Mutterseelenallein
- 2005: Der Spieler
- 2006: Shoppen
- 2008: Die Besucherin
- 2010: Otto’s Eleven
- 2011: Der Sommer der Gaukler
- 2011: Die Libelle und das Nashorn
- 2012: 3096 Tage
- 2013: Die Erfindung der Liebe[4]
- 2017: Fühlen Sie sich manchmal ausgebrannt und leer?

### Fernsehen
- 2001: Jonathan
- 2003: Close
- 2003: Kleine Schwester
- 2004: Stürmisch verliebt
- 2004: Abschnitt 40
- 2007: Der Dicke – Nichts als Ärger (Serie, Folge 21)
- 2008: Tatort – Tote Männer (Reihe)
- 2008: Um Himmels Willen – Künstlerpech (Serie)
- 2008: Rosenheim-Cops – Jung, schön, fit und tot (Serie)
- 2009: SOKO 5113 – Wa(h)re Liebe (Serie)
- 2010: Westflug – Entführung aus Liebe (Zweiteiler)
- 2010: Blaubeerblau
- 2011: Hopfensommer
- 2012: Tatort – Kinderland
- 2011: Tatort – Borowski und der coole Hund
- 2011: Polizeiruf 110: Denn sie wissen nicht, was sie tun  (Reihe)
- 2012, 2018: SOKO Köln (Serie, verschiedene Rollen, 2 Folgen)
- 2012: Mord mit Aussicht – Henghasch (Serie)
- 2012, 2016: SOKO Leipzig (Serie, verschiedene Rollen, 3 Folgen)
- 2014: Heiter bis tödlich: Hauptstadtrevier – Totentanz (Serie)
- 2014: Ein Fall für Zwei – Verhängnisvolle Freundschaft (Serie)
- 2014: Tatort – Der sanfte Tod
- 2014: Neufeld, mitkommen! (AT: Schweigen von nebenan)
- 2015: Utta Danella – Lisa schwimmt sich frei
- 2015: Der Alte (Fernsehserie) – Folge 390: Innere Werte
- 2015: Notruf Hafenkante – Fingerspitzengefühl (Serie)
- 2016: Der Tatortreiniger – Freunde (Serie)
- 2017: Morden im Norden – Angst (Serie)
- 2017: Unter anderen Umständen: Liebesrausch (Fernsehreihe)
- 2017, 2023: In aller Freundschaft – Die jungen Ärzte (Serie, verschiedene Rollen, 2 Folgen)
- 2018: Tatort – Wir kriegen euch alle
- 2019: Hubert ohne Staller – Mord an einer alten Eiche (Serie)
- 2020: SOKO Stuttgart – Heilers Tod (Serie)
- 2021: Polizeiruf 110: An der Saale hellem Strande
- 2021: Breisgau – Bullenstall (Fernsehreihe)
- 2022: Frühling – Alte Gespenster (Fernsehreihe)
- 2022: Breisgau – Nehmen und Geben (Fernsehreihe)
- 2022: WaPo Bodensee – Speed, Die Tatortreinigerin (Serie, 2 Folgen)

## Theater
- 2000: Woyzeck (Staatstheater Nürnberg)
- 2001: Fiesco (Nationaltheater Mannheim)
- 2004: Die Nibelungen – Regie: Andreas Kriegenburg (Münchner Kammerspiele)
- 2005: Die zehn Gebote – Regie: Johan Simons (Münchner Kammerspiele)
- 2005: Schändet eure neoliberalen Biographien – Regie: René Pollesch (Münchner Kammerspiele)
- 2005: Iphigenie auf Tauris – Regie: Laurent Chétouane (Münchner Kammerspiele)
- 2006: Hamlet – Regie: Lars-Ole Walburg (Münchner Kammerspiele)
- 2006: Die Räuber – Regie: Christiane Pohle (Münchner Kammerspiele)
- 2006: Engel – Regie: Anja Hiling (Münchner Kammerspiele)
- 2006: Macht und Rebel – Regie: Matias Faldbakken (Münchner Kammerspiele)
- 2007: Solidarität ist Selbstmord – Regie: René Pollesch (Münchner Kammerspiele)
- 2007: Die Familie Schroffenstein – Regie: Roger Vontobel (Münchner Kammerspiele)
- 2007: Tanger unplugged – Regie: Barbara Weber (Münchner Kammerspiele)
- 2008: Schnee – Regie: Lars-Ole Walburg (Münchner Kammerspiele)
- 2009: Maß für Maß – Regie: Stefan Pucher (Münchner Kammerspiele)
- 2009: lass mich dein Leben leben. Dirty Control 2 – Regie: Jörg Albrecht (Münchner Kammerspiele)
- 2009: Mamma Medea – Regie: Tom Lanoye (Münchner Kammerspiele)

## Sprecher (Auswahl Hörproduktionen)
Seit 1999 ist Sebastian Weber in der Vertonung von Hörspielen und Hörbüchern sowie in öffentlichen Literaturlesungen tätig. Sein erstes Hörbuch Spazieren in Berlin wurde auf die Hörbuchbestenliste gewählt.

### Hörbücher
- 2013: Spazieren in Berlin von Franz Hessel, Buchfunk Verlag, ISBN 978-3-86847-181-6.[5]

### Hörspiele
- 2000: Vor Gericht, NDR[6]
- 2005: Planet Porno – Die Heimatgala, Deutschlandradio[7]
- 2006: Planet Porno – Wir sind wieder wir, Deutschlandradio[8]
- 2007: Planet Porno – In einem Land vor unserer Zeit, Deutschlandradio[9]
- 2008: Die wilden Hunde von Pompeii von Helmut Krausser, Bayerischer Rundfunk
- 2010: Dachbodenfund,  WDR[10]
- 2010: Geschäfte und Gefühle, WDR[11]
- 2011: Die eiligen drei Könige, Bayerische Rundfunk Kinderfunk
- 2011: Der Flügeltransport, Bayerische Rundfunk Kinderfunk
- 2012: Johann Sebastian Bach – Das Wohltemperierte Klavier, Igel Records, ISBN 978-3-89353-459-3.[12]
- 2012: Pjotr Iljitsch Tschaikowski – Schwanensee, Igel Records, ISBN 978-3-89353-413-5.[13]

### Features / -Dokumentationen
- 2017: Die Luftpiraten von Marienbad – Geschichte einer Flugzeugentführung – Autor: Thomas Gaevert – SWR2 Feature, 55 Min.

## Auszeichnungen
- Bayrischer Filmpreis 2007 für den Film Shoppen